# Magherno
Magherno är en ort och kommun i provinsen Pavia i regionen Lombardiet i Italien. Kommunen hade 1 705 invånare (2018).